# Бобровский, Роман Валентинович
Рома́н Валенти́нович Бобро́вский (1919—2005) — советский и российский ботаник, специалист в области геоботаники, флористики и охраны природы, кандидат географических наук.

## Биография
В 1940 году окончил факультет естествознания Вологодского государственного педагогического института (ВГПИ).
Во время Великой Отечественной войны был в составе Волховского, 3-го Белорусского, 3-го Прибалтийского, 1-го Украинского фронтов. Весть о победе застала его в боях на реке Лаба (около Праги). До июня 1946 года служил в оккупационных войсках в Австрии.
В 1949 году поступил в аспирантуру при кафедре ботаники ВГПИ и в 1953 году защитил диссертацию на соискание ученой степени кандидата географических наук по теме «Изменения лесов Молого-Шекснинской низменности под влиянием первых лет воздействия Рыбинского водохранилища» в Ленинградском государственном университете имени А. А. Жданова.
С октября 1952 года по август 1984 года работал в ВГПИ: ассистент, старший преподаватель, доцент, заведующий кафедрой ботаники (1972—1977) и декан естественно-географического факультета (1954—1958, 1965—1972).

## Научные труды
Автор и соавтор 47 научных работ.
- Бобровский Р. В. Растительный покров // Природа Вологодской области / под ред. Ю. Д. Дмитревского и В. М. Малкова. — Вологда : Обл. кн. редакция, 1957. — С. 210—299. — 328 с.
- Бобровский Р. В. В защиту природы // Вологодский край / под ред. В. М. Малкова. — Вологда : Кн. изд-во, 1960. — Вып. 2. — С. 187—195. — 352 с.
- Шенникова М. М., Бобровский Р. В. Жизнь для науки : Очерк о жизни и деятельности Александра Петровича Шенникова (1888—1962). — [Вологда] : Сев.-Зап. кн. изд-во, 1964. — 81 с. — (Время, люди, события).
- Бобровский Р. В. О растительном покрове реки Шексны и его изменении в связи с образованием Череповецкого водохранилища // Межвузовская конференция по итогам научно-исследовательской работы за 1963 год : программа и тезисы докладов. — Вологда : Изд-во ВГПИ ; Череповец : Изд-во ЧГПИ, 1964. — С. 220—222. — 248 с.
- Бобровский Р. В., Комиссаров В. В., Шевелев Н. Н. Некоторые особенности природных условий Вожеозерской котловины и их возможные изменения при подъеме уровня озера // Природные условия и ресурсы севера Европейской части СССР / ред. Т. К. Толоконникова. — Вологда : Изд-во ВГПИ, 1977. — Вып. 2. — С. 99—127. — 143 с.